# Associazione Sportiva Biellese 1960-1961
Questa voce raccoglie le informazioni riguardanti l'Associazione Sportiva Biellese nelle competizioni ufficiali della stagione 1960-1961.

## Rosa
| N. |                   | Ruolo | Calciatore         |
| -- | ----------------- | ----- | ------------------ |
|    | Italia (bandiera) | D     | Ubaldo Balbi       |
|    | Italia (bandiera) | C     | Mario Benedetti    |
|    | Italia (bandiera) | C     | Mario Boccalatte   |
|    | Italia (bandiera) | C     | Guerrino Braggio   |
|    | Italia (bandiera) | C     | Renzo Brando       |
|    | Italia (bandiera) | C     | Luigi Burlone      |
|    | Italia (bandiera) | C     | Ettore Campanini   |
|    | Italia (bandiera) | A     | Armando Cavazzuti  |
|    | Italia (bandiera) | D     | Romano Costantini  |
|    | Italia (bandiera) | P     | Luigi Ferrari      |
|    | Italia (bandiera) | C     | Stefano Francescon |

| N. |                   | Ruolo | Calciatore          |
| -- | ----------------- | ----- | ------------------- |
|    | Italia (bandiera) | C     | Angelo Frigerio     |
|    | Italia (bandiera) | A     | Gianfrancesco Gazza |
|    | Italia (bandiera) | P     | Roberto Gori        |
|    | Italia (bandiera) | A     | Bruno Lugli         |
|    | Italia (bandiera) | A     | Silvano Magheri     |
|    | Italia (bandiera) | D     | Italo Mancini       |
|    | Italia (bandiera) | C     | Gualtiero Mosca     |
|    | Italia (bandiera) | A     | Carlo Piccioni      |
|    | Italia (bandiera) | A     | Vittorio Ragaglini  |
|    | Italia (bandiera) | D     | Giuseppe Sacchelli  |
|    | Italia (bandiera) | D     | Mario Villa         |